# Bend City
Bend City è un insediamento nella contea di Inyo in California. Si trova lungo il corso del fiume Owens vicino alla attuale città di Kearsarge. È considerata una città fantasma.

## Storia
Bend City fu fondata negli anni '60 del 1800 come campo di minatori. A Bend City sorgeva il primo ponte che attraversava il fiume Owens. Il terremoto di Lone Pine del 1872 cambiò il corso del fiume Owens portandolo lontano dalla città quando questa era già in declino.